# Kastel-Staadt
Kastel-Staadt là một đô thị thuộc trong huyện Trier-Saarburg thuộc bang Rheinland-Pfalz, phía tây nước Đức. Đô thị này có diện tích 5,23 km², dân số thời điểm ngày 31 tháng 12 năm 2006 là 382 người.